# ایهور پردوتا
ایهور پردوتا (اوکراینی: Ігор Романович Пердута؛ زادهٔ ۱۵ نوامبر ۱۹۹۰) بازیکن فوتبال اهل اوکراین است.
از باشگاه‌هایی که در آن بازی کرده‌است می‌توان به باشگاه فوتبال اوبولون-برووار کیف و باشگاه فوتبال فورسکلا پولتاوا اشاره کرد.